# Kulturåret 1738

## Händelser
- 6 juni – Olof von Dalins pjäs Den Afwundsiuke har urpremiär på Kongliga swenska theatren i Stockholm[1].
- okänt datum – Reinhold Gustaf Modées pjäs Fru Rangsiuk har urpremiär i Stora Bollhuset i Stockholm[2].
- okänt datum – Den första balettföreställningen av svenska dansare på Stora Bollhuset i Stockholm.

## Nya verk
- Den afundsjuke av Olof von Dalin
- Brynhilda eller den olyckliga kärleken av Olof von Dalin

## Födda
- 19 april – Johan Wingård (död 1818), svensk biskop och ledamot av Svenska Akademien.
- 3 juli – John Singleton Copley (död 1815), amerikansk konstnär.
- 24 juni – Jan Matejko (död 1893), polsk konstnär.
- 10 oktober – Benjamin West (död 1820), amerikansk porträtt- och historiemålare.
- 17 december – Fredrika Eleonora von Düben (död 1808), svensk konstnär (målare och brodör),
- okänt datum – Johan von Blanc (död 1796), fransk teaterledare, krögare och akrobat.
- okänt datum – Erika Liebman (död 1803), svensk poet.

## Avlidna
- 26 februari – Burchardt Precht (född 1651), svensk-tysk bildhuggare, möbelsnickare och ornamentskulptör.
- 23 augusti – Anders von Düben d.y. (född 1673), svensk kapellmästare, tonsättare och hovman.